# Curie (Rome antique)
Pour les articles homonymes, voir Curie.

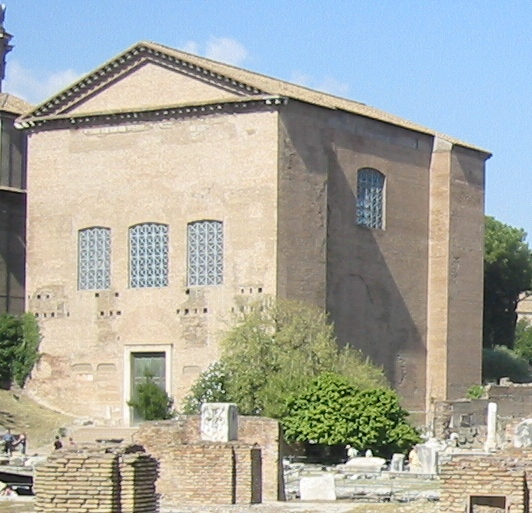
Curie Julienne, construite sur l'initiative de Jules César, visible actuellement dans le forum romain

Dans la Rome antique, le mot curia (curie en français), désigne un groupe d'hommes, ou le lieu où ils se réunissent. Le terme désignait ainsi des subdivisions civiques à Rome à l'époque de la monarchie et dans les cités de droit latin. À Rome, la Curie désigne le bâtiment où se réunissait le Sénat romain.
Le bâtiment visible sur le forum romain aujourd'hui est nommé Curie Julia, car voulu par Jules César en remplacement d'un précédent bâtiment au même endroit, la Curie Hostilia, incendiée par les partisans de Clodius Pulcher.
En attendant la reconstruction du bâtiment, les sénateurs se réunissaient à la Curie de Pompée, lieu de l'assassinat de César.

## Les curies, subdivisions civiques

### Période archaïque
La notion de curie est ancienne, comme l'indique l'origine proposée pour ce mot en proto-indo-européen *ko-wiriya, signifiant « réunion d'hommes ».
L'existence de curiae, assemblées de village, semble attestée dès le Xe siècle av. J.-C. dans l'Italie préromaine. On a trouvé aussi hors de Rome une inscription volsque de Velletri mentionnant une covehriu, et à Gubbio en Ombrie dix decuviae, équivalents des curies.

### À Rome
Il existait trente curies qui étaient des subdivisions des trois tribus primitives dont la création était attribuée à Romulus, et qui formaient la population de Rome : Tities, Ramnes, Luceres. Leur réunion formait les comices curiates. Chaque curie était présidée par un patricien, le curio, elle disposait d'un flamine qui honorait une divinité propre à la curie, et d'un licteur, et au début de la monarchie devait fournir cent fantassins à l'armée.
La charge de curion est attestée par l'épigraphie au moins jusqu'à la fin du IIIe siècle apr. J.-C.. Les curions forment un collège que préside le grand curion (curio maximus). Celui-ci, élu par le peuple, est un patricien jusqu'en 209 av. J.-C., date de l'élection du premier grand curion plébéien.
Chaque curie pratiquait des  sacrifices et des repas en commun. L'ensemble des trente curies, présidées par un curio maximus, célèbrent un culte à Junon Curitis ou Quirites. Les curies participent à deux fêtes publiques. Au mois de février, les Fornacalia, fête mobile placée sous le patronage de Quitinus, sont annoncées par le curio maximus et célébrée par chaque curie sur le forum ; au cours des célébrations, on grille du blé. Lors des Fordicidia du 15 avril, chaque curie sacrifie une vache pleine à Tellus,.
D'après une tradition rapportée par Cicéron, puis par Tite-Live,, les Sabines enlevées par Romulus auraient donné leurs noms aux curies. Mais il s'agirait d'une « interprétation tardive » qui « pourrait provenir d'une extrapolation de nature étiologique à partir du nom » d'une des curies : la Rapta. Seuls les noms de huit curies nous sont parvenus : Foriensis, Rapta, Veliensis, Velitia, Titia, Tifata, Faucia et Acculeia.
Cette subdivision devient obsolète sous la République, car la plupart des citoyens ne savaient plus à quelle curie ils appartenaient.

### Dans les cités de l'empire
Dans les cités de droit latin les curies sont des subdivisions électorales. Elles sont bien attestées en Afrique romaine.
Par analogie avec le bâtiment de la ville de Rome le terme de curie désigne dans les cités de l'empire le lieu où se réunissent les décurions, c'est-à-dire le conseil municipal, équivalent local du sénat romain. Il s'agissait en général d'une salle presque carrée et assez simple comportant une petite abside sur le côté opposé à l'entrée, donnant sur le forum de la cité.

## Le lieu de réunion du Sénat

### Description et historique
La Curie ancienne ou Curia Hostilia était située sur l'antique Forum Romain. Lieu de réunion habituel des sénateurs, elle se dressait à côté du Comitium, espace où s’assemblait au tout début de la République le peuple romain réuni en comices tributes ou en comices centuriates. 
La Curie a été remaniée à plusieurs reprises, agrandie par Sylla, puis détruite en 52 av. J.-C. dans l’incendie allumé par les partisans de Clodius Pulcher qui y avaient dressé le bûcher funéraire de leur chef. 
La Curie de Pompée est construite sur le champ de Mars et remplace pendant un temps  la Curie Hostilia. Elle appartient au complexe inauguré par Pompée en 55 av. J.-C.. C'est le lieu de l'assassinat de César, qui est muré après cet événement.
Jules César bâtit un nouveau forum sur l’emplacement des ruines de la Curia Hostilia, et reconstruisit une nouvelle Curie, la Curia Iulia, alignée sur ce forum et la via Argilète. Le bâtiment actuel est la restauration de Dioclétien.

### Sources bibliographiques antiques
- [Cic.] Cicéron, République (BNF 12008960).
- [Liv.] Tite-Live, Histoire romaine (BNF 12008346).